# Reichenhain (Röderland)
Reichenhain ist ein Ortsteil der Gemeinde Röderland im südöstlichen Teil Brandenburgs im Landkreis Elbe-Elster und gehörte bis zur Kreisgebietsreform in Brandenburg 1993 zum Landkreis Bad Liebenwerda. Er hat eine Gemarkungsfläche von 6,2 km², besitzt 289 Einwohner und liegt linksseitig des Röderkanals, welcher nur wenige Kilometer später bei Haida in die Schwarze Elster mündet. Der Ort befindet sich etwa 90 km östlich von Leipzig, etwa 50 km nordwestlich von Dresden, etwa 130 km südlich von Berlin und etwa 80 km südwestlich von Cottbus.

## Geschichte

Reichenhain auf einer geschichtlichen Karte des Kreises Liebenwerda (1910).

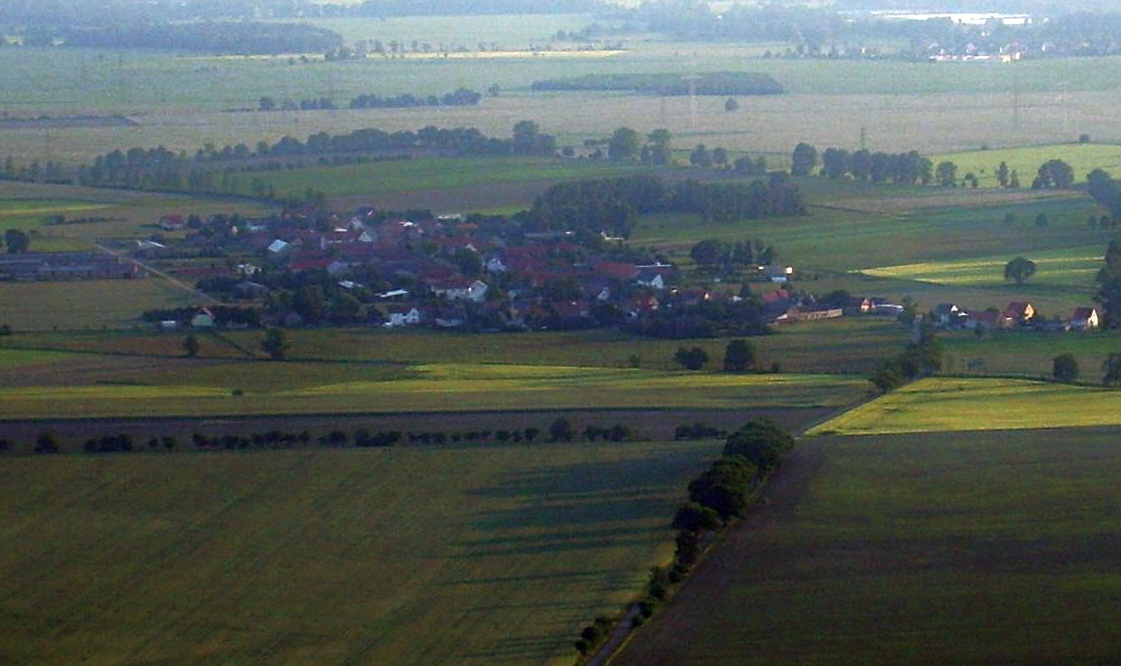
Reichenhain

### Erste urkundliche Erwähnung im Spätmittelalter
Reichenhain wurde urkundlich erstmals 1335 als Rychinheim erwähnt. Ursprünglich gehörte das Dorf zur Herrschaft Würdenhain, wo es nachweislich eine befestigte Anlage in Form einer Burg oder eines Schlosses gegeben hat und welche vermutlich auf einer alten slawischen Wehranlage im ersten Viertel des 11. Jahrhunderts entstanden war. Zur Herrschaft Würdenhain gehörten außerdem die Gemeinden Prieschka, Haida, Würdenhain und Oschätzchen, sowie ursprünglich wohl auch Kosilenzien und Kröbeln. Das Kernstück der Herrschaft bildete der sogenannte Oppach. Später ging die Herrschaft im Amt Mühlberg auf, wohin Steuern und Frondienste erbracht werden mussten. Die Bewohner Reichenhains betrieben seit jeher Ackerbau und Viehzucht.

### Frühe Neuzeit
1564 setzte der Würdenhainer Kretzschmann Hans Bräunig als Wortführer der Bauern in Würdenhain und den Nachbardörfern Reichenhain, Haida und Prieschka einen Aufruhr gegen den Mühlberger Amtsvogt Fuchs ins Werk. Dresden ordnete daraufhin zunächst Nachforschungen nach den Rehdelsführern an, sah also das Vorgehen der Bauern auf alle Fälle als gefährlich und strafwürdig an. Hans Breunig, welcher zunächst verhaftet wurde, und einige andere Bauern wurden später mit Gerichtsbußen belegt.

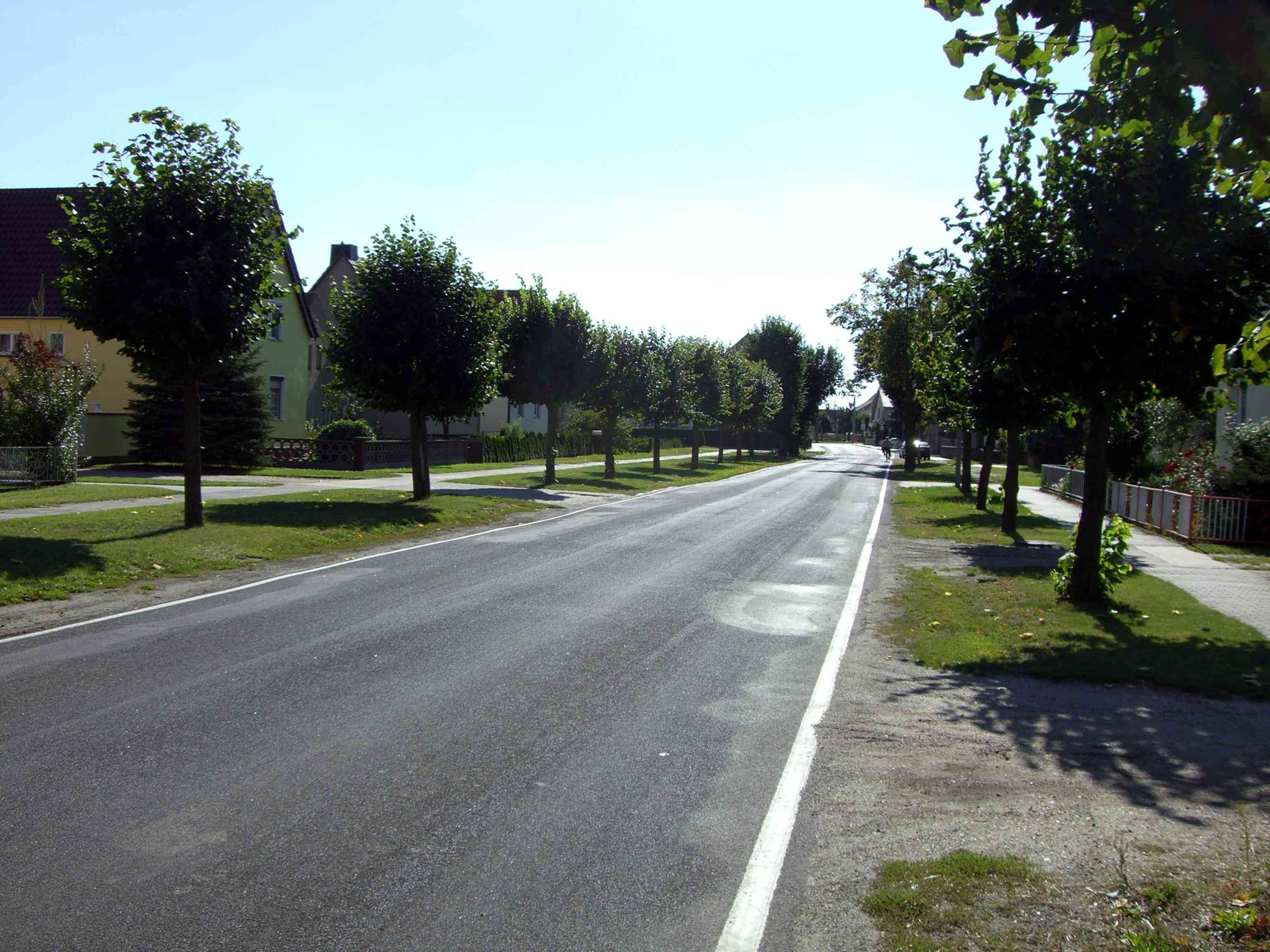
Der denkmalgeschützte Dorfanger von Reichenhain

Im Dreißigjährigen Krieg wurde Reichenhain durch schwedische Truppen besonders in Mitleidenschaft gezogen. Besonders hart traf es das Dorf im Jahre 1637, als schwedische Truppen des Generals Johan Banér im Januar das nicht weit entfernte Torgau einnahmen und dort bis in den Frühsommer lagerten. Sie durchstreiften das angrenzende Elbe-Elster-Gebiet, plünderten die Orte und setzten sie in Brand. Wie alte Akten berichten, ist bei dem allgemeinen Landverderben insonderheit Dorf Reichenhain verderbet. Die Häuser und Höfe lagen, wie auch in den anderen Röderdörfern Saathain und Würdenhain in Schutt und Asche. In den Nachkriegsjahren wurde immer wieder um Erlass der Schulden auf die verschiedenen Hufengute erbeten, welche sich zum Beispiel durch Erbzins, Hufengeld, Dienstgeld und Landsteuer anhäuften. Noch über vierzig Jahre später, 1679 lag noch ein Hufengut wüst, das zu jener Zeit der Saathainer Hufschmied Paul Schmid annehmen wollte und dafür 1 Gulden bot. Gleichzeitig forderte er allerdings sechs Jahre Befreiung von aller Last. In den Jahren 1783 und 1826 wurde in Reichenhain ein Jägerhaus erwähnt, in welchem die Revierförster des Oppach wohnten.
Reichenhains Kinder mussten ab dem zehnten Lebensjahr die Schule in Würdenhain besuchen, wohin das Dorf eingepfarrt war. Hier wurden sie vom Küster unterrichtet. Im Ort selbst bestand nur eine sogenannte Wandelschule, in welche die jüngeren Kinder gebracht wurden und ihren ersten grundlegenden Unterricht erhielten. 1830 wurde in Reichenhain schließlich ein eigenes Schulhaus erbaut. Die Zeichnung dafür fertigte der Liebenwerdaer Zimmermeister Jost an. Den Bau des Gebäudes übernahm der Saathainer Zimmermeister Naumann für 354 Taler, ausschließlich der Hand- und Spanndienste, welche durch die Gemeinde selbst erfolgen mussten.
1835 gab es in Reichenhain 27 Wohnhäuser, 150 Einwohner mit 34 Pferden, 194 Stück Rindvieh, 6 Ziegen und 65 Schweinen.
Im Jahre 1853 begannen auf Veranlassung der Königlichen Regierung in Merseburg neue Verhandlungen über das Schulgebäude, dessen Zustand nach 23 Jahren dürftig und mangelhaft war. Sie forderte eine Erweiterung des Gebäudes und eine Erhöhung des Lehrergehalts auf 120 Taler, welches bisher 106 Taler und 15 Groschen betrug. Die Verhandlungen führten allerdings nicht zum Erfolg, so dass das Schulhaus 1858 geschlossen wurde. Die Kinder wurden daraufhin in Würdenhain und Oschätzchen unterrichtet. Neue Verhandlungen führten schließlich 1861 zum Bau einer neuen Schule im Süden des Dorfes.

### Neuzeit

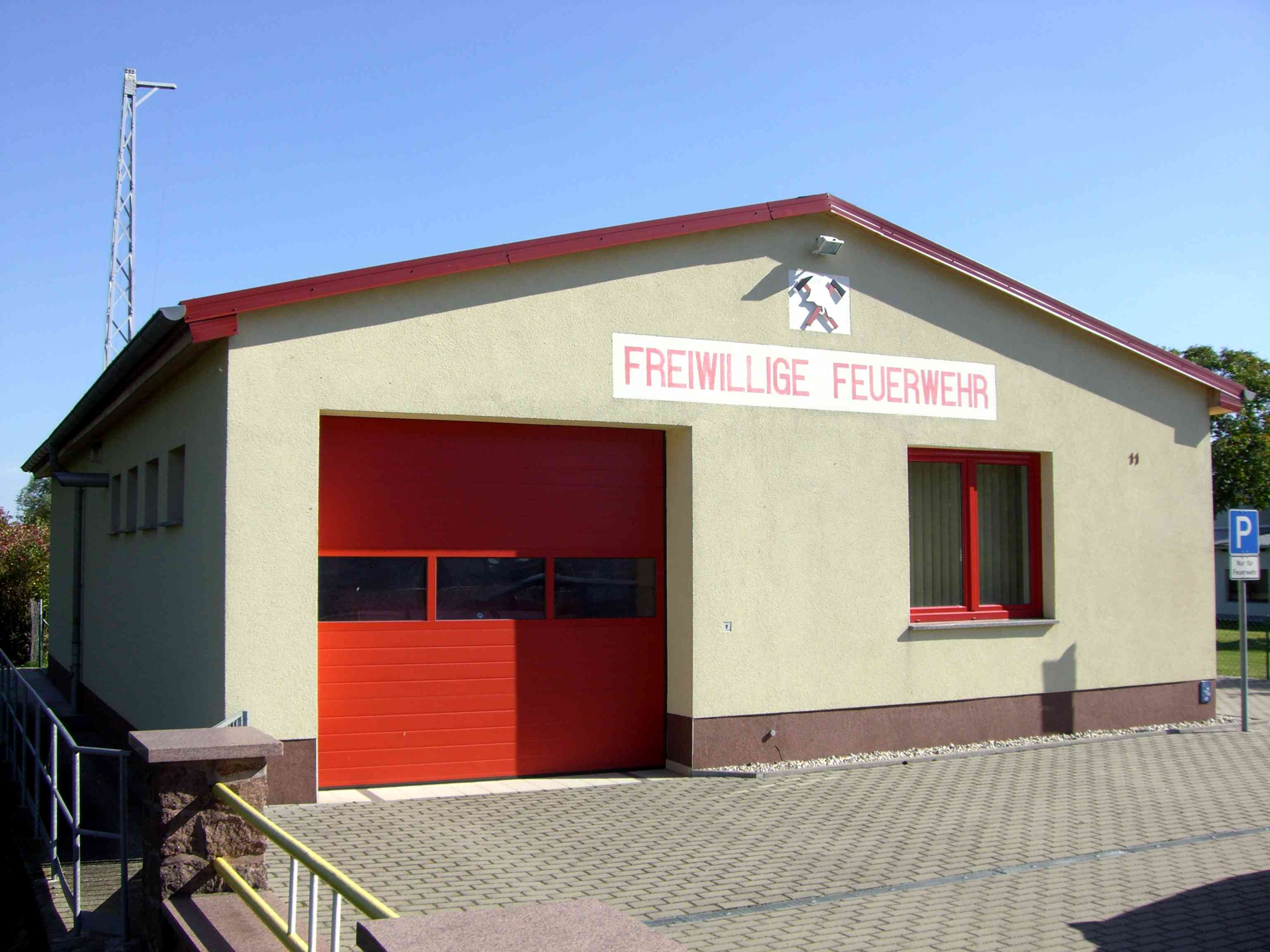
Feuerwehrhaus

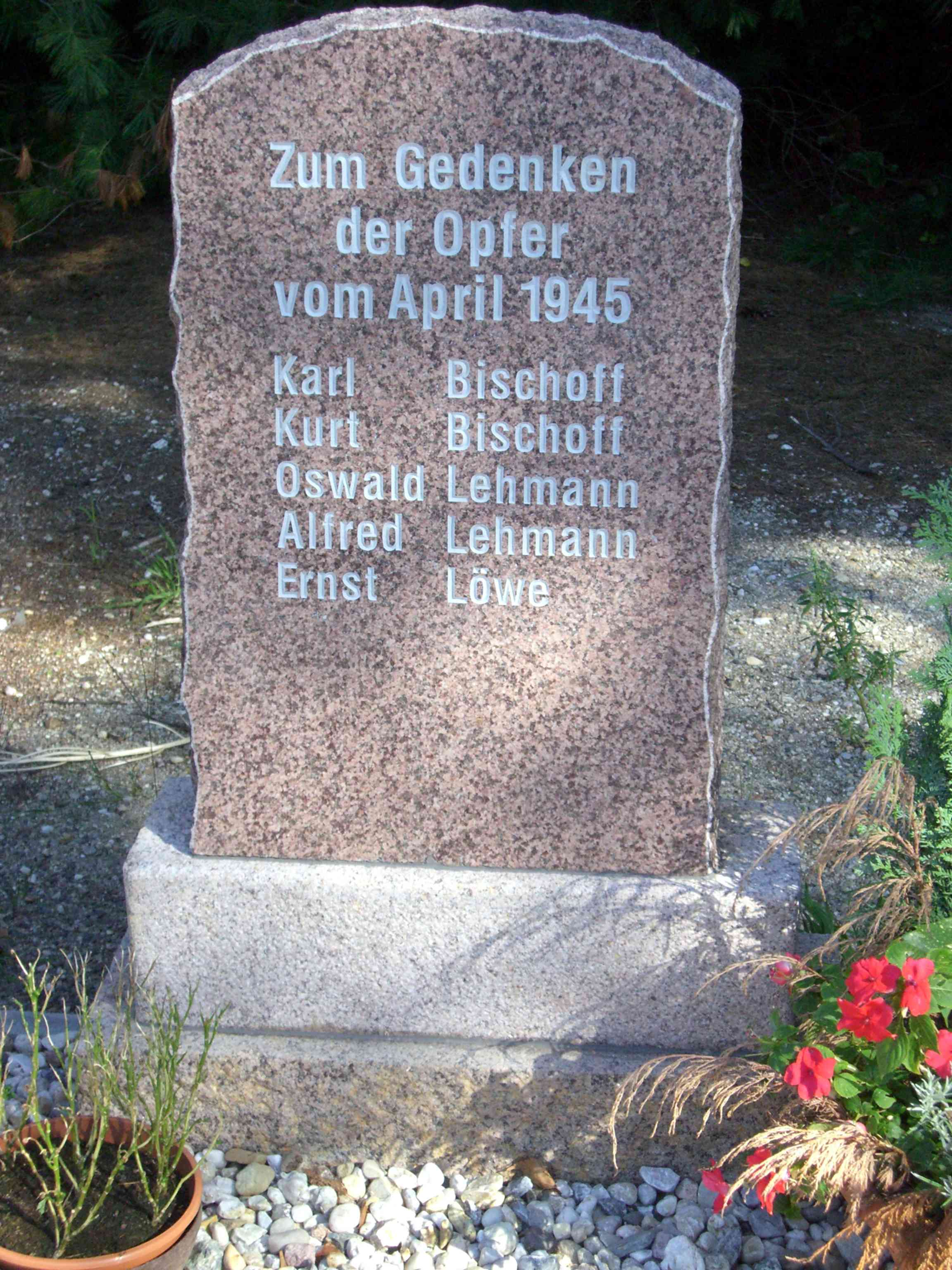
Der 2007 eingeweihte Gedenkstein

Am 1. April 1900 wurde in Reichenhain der inzwischen historische Glockenturm eingeweiht und 1910 besaß Reichenhain 292 Einwohner.
Im Ersten Weltkrieg fielen zwölf Einwohner Reichenhains, oder wurden seit dem vermisst.
Der Sportverein Wacker Reichenhain wurde im Jahr 1919 gegründet und 1935 die Freiwillige Feuerwehr Reichenhain.
Schwere Zeiten machten die Reichenhainer Einwohner im Zweiten Weltkrieg durch. Es fielen damals 34 Männer oder wurden seit dem vermisst. Die Truppen der zur Roten Armee gehörenden 1. Ukrainischen Front erreichten am 22. April 1945 Reichenhain. Nach ihrem Einmarsch im Ort fanden fünf Einwohner den Tod, welchen 2007 ein Gedenkstein gewidmet wurde.
1948 besaß die Reichenhainer Feuerwehr eine Stärke von 48 Mann. Die Polytechnische Oberschule in Zobersdorf bildete man 1955 im Schulverband mit den umliegenden Ortschaften Reichenhain, Zeischa, Prieschka, Oschätzchen, Kröbeln und Schweinfurth.
Im Jahre 1975 wurden das Sportlerheim erbaut, sowie ein Rasenplatz angelegt und 1977 konnte ein neues Feuerwehrhaus eingeweiht werden. 1979 begann man mit dem Bau der Kegelbahn.
Seit 1993 gehört die Reichenhainer Feuerwehr zum Amtsbereich Prösen. Im gleichen Jahr wurde von der Obernheimer Partnerfeuerwehr ein Löschgruppenfahrzeug LF8 Opel Blitz erworben. Am 29. November 1995 wurde der Glockenturm nach einer gründlichen Restaurierung unter großer Anteilnahme der Einwohner wieder seiner Bestimmung übergeben. Rund 2000 Stunden freiwilliger Arbeit der Reichenhainer Feuerwehr stecken im 2002 eingeweihten erweiterten Feuerwehrhaus.
Am 26. Oktober 2003 erfolgte der Zusammenschluss der Dörfer Prösen, Haida, Wainsdorf, Saathain, Stolzenhain an der Röder und Reichenhain zur Gemeinde Röderland.
Die Reichenhainer Feuerwehr bekam am 14. April 2005 ein Tragkraftspritzenfahrzeug-Wasser (TSF/W), welches ein Fassungsvermögen von 750 Litern besitzt. Aus Anlass des 70-jährigen Bestehens der Freiwilligen Feuerwehr fand ein großer Festumzug der Feuerwehren des Amtsbereiches, der Umgebung, sowie der Obernheimer Feuerwehr durch das Dorf im gleichen Jahr statt.

### Bevölkerungsentwicklung
| Einwohnerentwicklung von Reichenhain ab 1875 bis 2002 | Einwohnerentwicklung von Reichenhain ab 1875 bis 2002 | Einwohnerentwicklung von Reichenhain ab 1875 bis 2002 | Einwohnerentwicklung von Reichenhain ab 1875 bis 2002 | Einwohnerentwicklung von Reichenhain ab 1875 bis 2002 | Einwohnerentwicklung von Reichenhain ab 1875 bis 2002 | Einwohnerentwicklung von Reichenhain ab 1875 bis 2002 | Einwohnerentwicklung von Reichenhain ab 1875 bis 2002 | Einwohnerentwicklung von Reichenhain ab 1875 bis 2002 | Einwohnerentwicklung von Reichenhain ab 1875 bis 2002 | Einwohnerentwicklung von Reichenhain ab 1875 bis 2002 | Einwohnerentwicklung von Reichenhain ab 1875 bis 2002 | Einwohnerentwicklung von Reichenhain ab 1875 bis 2002 | Einwohnerentwicklung von Reichenhain ab 1875 bis 2002 |
| Jahr                                                  | Einwohner                                             |                                                       | Jahr                                                  | Einwohner                                             |                                                       | Jahr                                                  | Einwohner                                             |                                                       | Jahr                                                  | Einwohner                                             |                                                       | Jahr                                                  | Einwohner                                             |
| ----------------------------------------------------- | ----------------------------------------------------- | ----------------------------------------------------- | ----------------------------------------------------- | ----------------------------------------------------- | ----------------------------------------------------- | ----------------------------------------------------- | ----------------------------------------------------- | ----------------------------------------------------- | ----------------------------------------------------- | ----------------------------------------------------- | ----------------------------------------------------- | ----------------------------------------------------- | ----------------------------------------------------- |
| 1875                                                  | 200                                                   |                                                       | 1946                                                  | 475                                                   |                                                       | 1989                                                  | 373                                                   |                                                       | 1995                                                  | 367                                                   |                                                       | 2001                                                  | 354                                                   |
| 1890                                                  | 250                                                   |                                                       | 1950                                                  | 483                                                   |                                                       | 1990                                                  | 382                                                   |                                                       | 1996                                                  | 391                                                   |                                                       | 2002                                                  | 345                                                   |
| 1910                                                  | 300                                                   |                                                       | 1964                                                  | 392                                                   |                                                       | 1991                                                  | 380                                                   |                                                       | 1997                                                  | 384                                                   |                                                       | 2007                                                  | 318                                                   |
| 1925                                                  | 355                                                   |                                                       | 1971                                                  | 403                                                   |                                                       | 1992                                                  | 371                                                   |                                                       | 1998                                                  | 374                                                   |                                                       | 2013                                                  | 289                                                   |
| 1933                                                  | 355                                                   |                                                       | 1981                                                  | 400                                                   |                                                       | 1993                                                  | 371                                                   |                                                       | 1999                                                  | 368                                                   |                                                       |                                                       |                                                       |
| 1939                                                  | 365                                                   |                                                       | 1985                                                  | 402                                                   |                                                       | 1994                                                  | 369                                                   |                                                       | 2000                                                  | 352                                                   |                                                       |                                                       |                                                       |

## Kultur und Sehenswürdigkeiten

### Bauwerke und Denkmäler

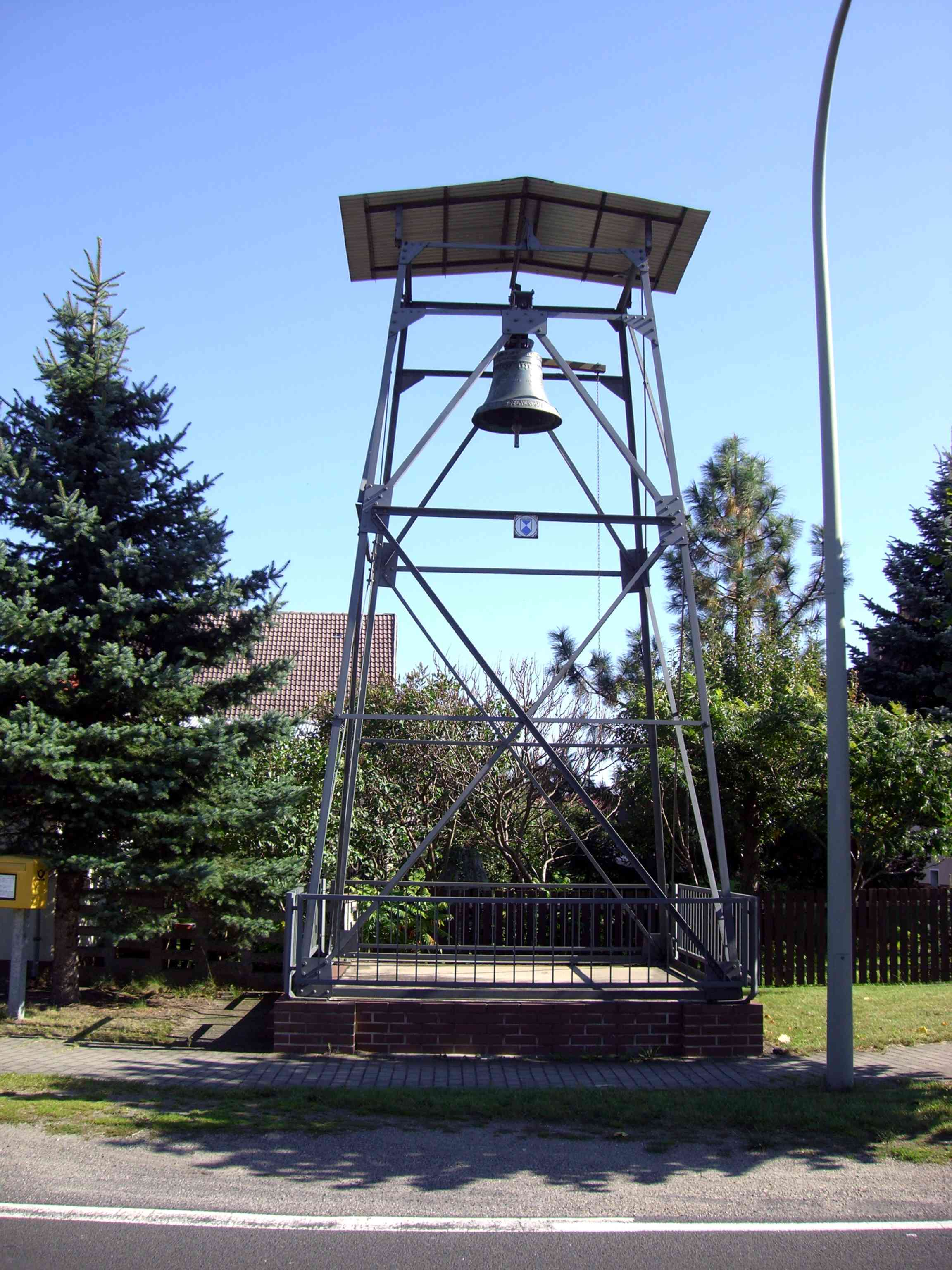
Reichenhainer Glockenturm

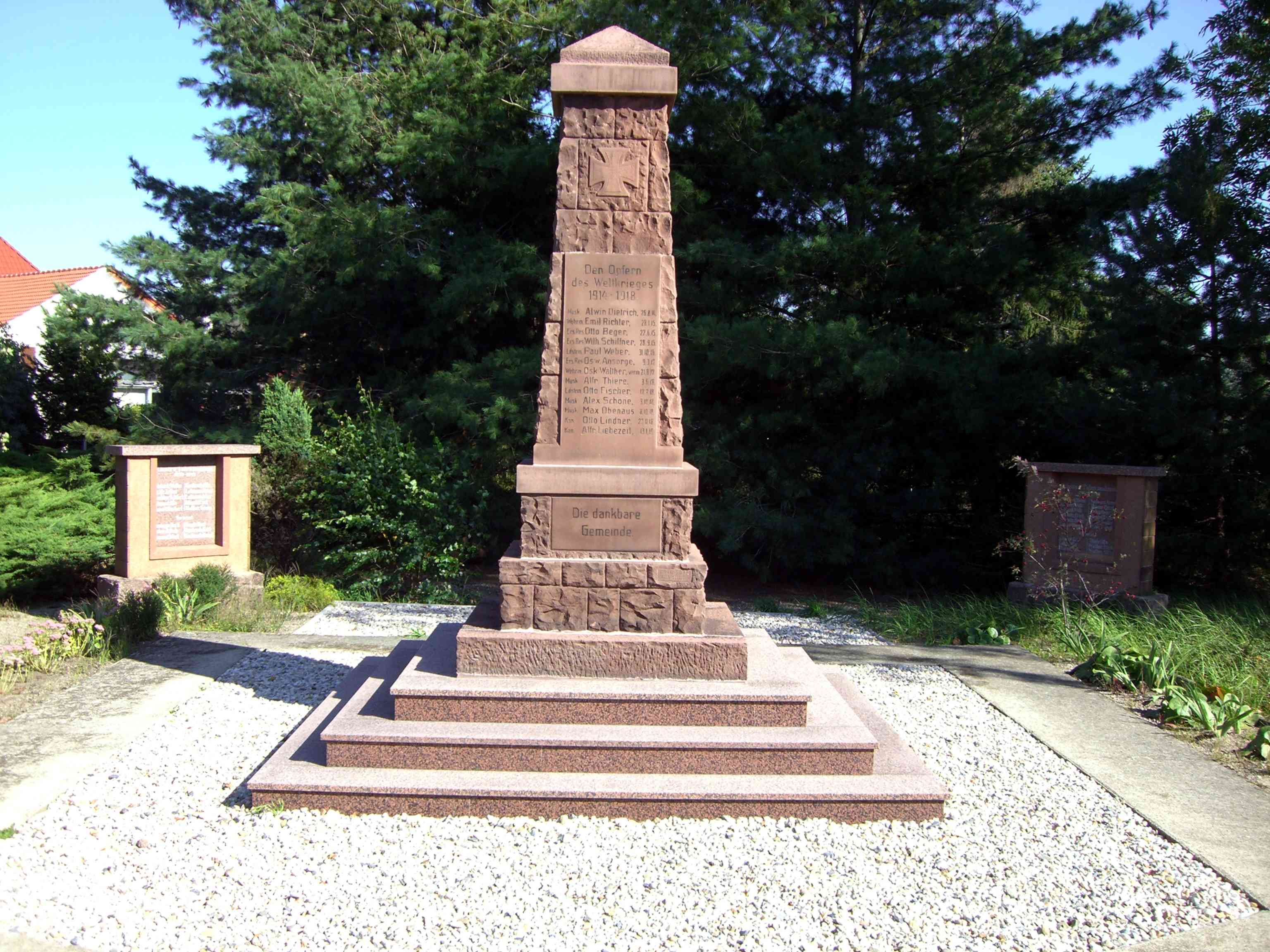
Kriegerdenkmal

Der mittelalterliche Dorfanger von Reichenhain ist in seiner ursprünglichen Form gut erhalten und gilt heute als Bodendenkmal.
Im Ort befindet sich außerdem ein inzwischen unter Denkmalschutz stehender Glockenturm. Er wurde am 1. April 1900 eingeweiht und ist heute das Wahrzeichen des Ortes. Das Bauwerk ist eine Spende von Johann Strauch, Ortsrichter a. D. zu Reichenhain. Der Glockengießer Franz Schilling in Apolda übernahm die Anfertigung der Glocke.
Ein weiteres Denkmal ist das Reichenhainer Kriegerdenkmal. In der Mitte der Gedenkstätte befindet sich eine Stele aus rotem Mainsandstein für die Opfer des Ersten Weltkriegs mit den Namen der Gefallenen Einwohner des Ortes. Hinter der Stele befinden sich etwas zurückgesetzt, rechts und links zwei in rote Sandsteinblöcke eingefasste Namenstafeln für die Reichenhainer Gefallenen des Zweiten Weltkriegs. Im Juli 2007 wurde in unmittelbarer Nähe des Kriegerdenkmals ein Gedenkstein für jene fünf Einwohner eingeweiht, welche noch nach dem Einmarsch der Roten Armee in Reichenhain den Tod fanden.
Traditionsreich ist die Reichenhainer Gaststätte. Um 1915 befand sie sich im Besitz von Richard Lindner. 1937 wurde der Gasthof durch Willy und Minna Eichhorn übernommen und blieb jahrzehntelang im Besitz dieser Familie. Umfangreiche Umbauarbeiten am Gebäude erfolgten in den Jahren 1966, 1983, 1993 und zuletzt 2004. 1993 erhielt der Gasthof den Namen Zum Eichhörnchen. Mehrfach in Wettbewerben des Landes Brandenburg ausgezeichnet, wurde „das Eichhörnchen“ in Südbrandenburg und Nordsachsen sehr bekannt. Nachdem Matthias und Ilona Eichhorn ihre Tätigkeit aus gesundheitlichen Gründen nicht weiter fortsetzen konnten, kam es nach fast acht Jahrzehnten zu einem Besitzerwechsel. Seit April 2015 wird der Gasthof von Enrico Wenzel und Mareike Hopstock geführt.

### Vereinsleben
Aktive Vereine sind der 1919 gegründete Sportverein Wacker Reichenhain, sowie die Reichenhainer Landfrauen und die Freiwillige Feuerwehr Reichenhain, welche bei der Sanierung des Areals am Kriegerdenkmal 2007 mit ihren Arbeitseinsätzen halfen.

## Persönlichkeiten
- Helmut Walther (* 20. September 1920), Reichenhains Bürgermeister von 1961 bis 1987, bekam am 26. Juni 2010 auf Grund seiner Verdienste um den Ort im Rahmen der 675-Jahr-Feier für das Dorf die Ehrenbürger-Urkunde der Gemeinde Röderland verliehen.[20]